# Вельгесгайм
Вельгесгайм (нім. Welgesheim) — громада в Німеччині, розташована в землі Рейнланд-Пфальц. Входить до складу району Майнц-Бінген. Складова частина об'єднання громад Шпрендлінген-Гензінген.
Площа — 2,03 км2. Населення становить 586 ос. (станом на 31 грудня 2020).